# Ponce Inlet
Ponce Inlet est une ville située dans le comté de Volusia en Floride aux États-Unis. En 2000, la population s’élevait à 2 513 habitants.

## Géographie

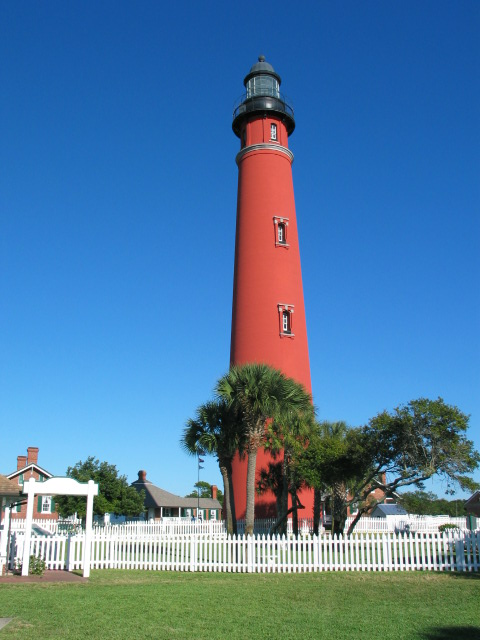
Phare de l’anse de Ponce Inlet.

La ville est localisée sur la partie méridionale d’une péninsule de sable, au sud de Daytona Beach.

## Démographie
Selon le recensement démographique de 2000, 32,9 % de la population a plus de 65 ans alors que l'âge moyen est de 57 ans. 13,3 % de la population a moins de 25 ans, 15,6 % entre 25 et 44 ans et 38,2 % entre 45 et 64 ans. Pour 100 femmes, il y a 95 hommes. La population est blanche à hauteur de 97,73 %.
Les 2 513 habitants sont répartis dans 1 206 ménages et 883 familles. La densité de population est de 224 hab/km² et la densité de logements est de 182 log/km². Le revenu moyen par ménage est de 52 112 dollars.
| 1970 | 1980  | 1990  | 2000  | 2010  | - |
| ---- | ----- | ----- | ----- | ----- | - |
| 328  | 1 003 | 1 704 | 2 513 | 3 032 | - |

## Tourisme
La ville abrite plusieurs marinas qui permettent aux bateaux des pêcheurs et des touristes d’accoster.

### Le phare
Terminé en 1887, le phare de l'anse de Ponce de Leon (Ponce de Leon Inlet Light) est le lieu touristique le plus important de la ville. Classé  National Historic Landmark  depuis 1998 et transformé en partie en musée, il accueille chaque année environ 100 000 visiteurs. Avec plus de 53 mètres de haut, il s’agit du plus haut phare de Floride et un des plus grands aux États-Unis.